# شباهنگ (ستاره)

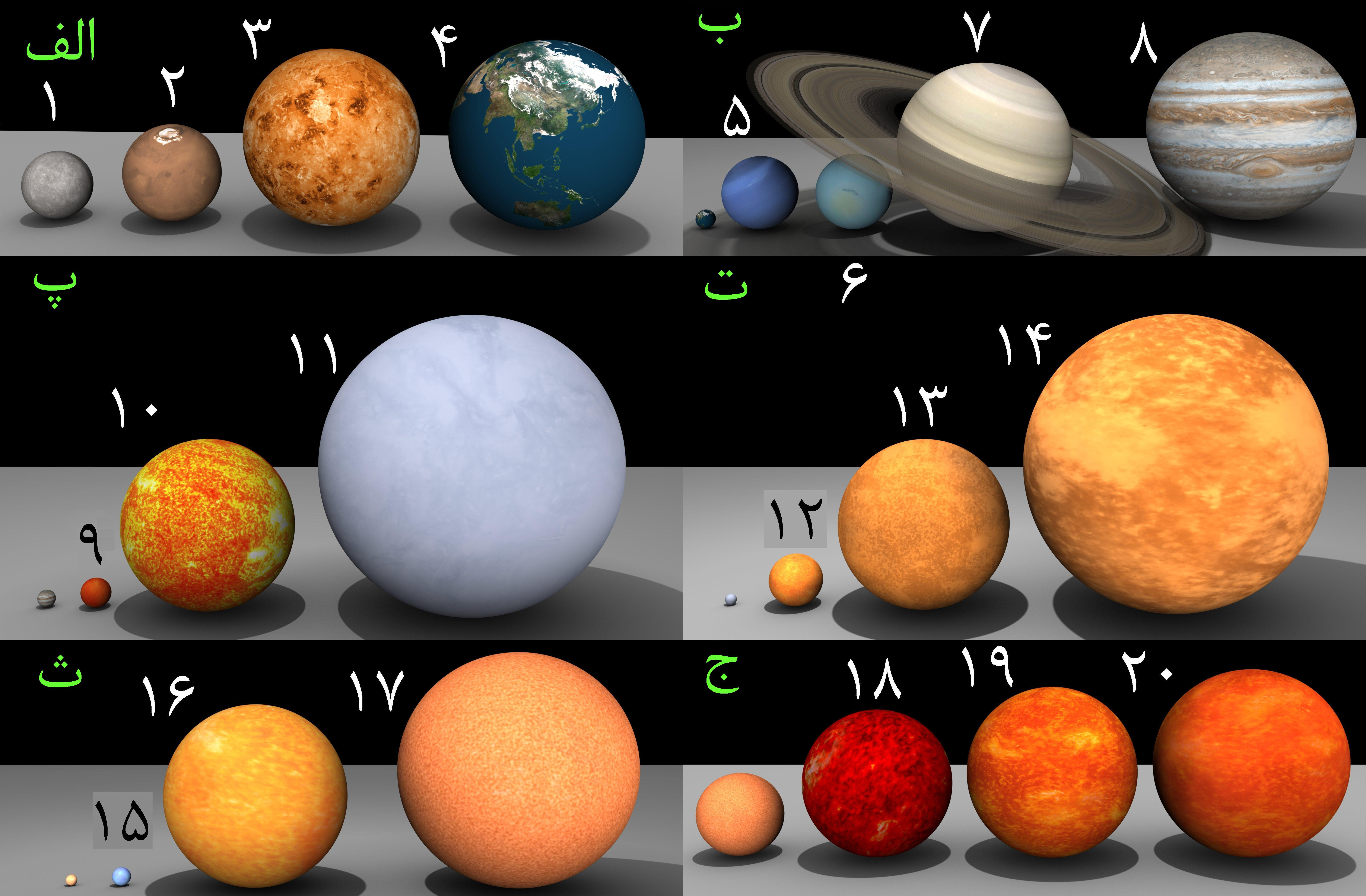
هم‌سنجی سیاره‌های منظومه خورشیدی با تعدادی از ستاره‌های مشهور: الف: زمین (۴) > ناهید (۳) > مریخ (۲) > تیر (۱) ب: مشتری (۸) > زحل (۷) > اورانوس(۶) > نپتون (۵) > زمین (بدون شماره) پ: شباهنگ (۱۱) > خورشید (۱۰) > ولف ۳۵۹ (۹) > مشتری (بدون شماره) ت: دبران (۱۴) > نگهبان شمال (۱۳) > رأس پیکر پسین (۱۲) > شباهنگ (بدون شماره) ث: ابط‌الجوزا (۱۷) >قلب عقرب (۱۶) > پای شکارچی (۱۵) > دبران (بدون شماره) ج: وی‌وای سگ بزرگ (۲۰) >وی‌وی قیفاووس (۱۹) > مو قیفاووس (۱۸) > ابط‌الجوزا (بدون شماره)

شَباهَنگ یا شِعرای یَمانی که در پارسی با نام تیشتَر نیز شناخته می‌شود (به انگلیسی: Sirius) نام یک سامانهٔ ستاره‌ای و درخشان‌ترین ستارهٔ آسمان شب می‌باشد که در نبرد با تیر است.
شباهنگ کمابیش از همهٔ نقاط مسکونی زمین دیده می‌شود و در نیمکرهٔ شمالی به عنوان یک رأس مثلّث زمستانی شناخته می‌شود. شباهنگ با ۸٫۶ سال نوری یکی از نزدیکترین ستاره‌ها به زمین است. جرم شباهنگ ۲٫۴ برابر جرم خورشید، و قدر ظاهری آن منفی ۱٫۴۷ است، یعنی تقریباً دو برابر پر نورتر از دومین ستارهٔ پر نور آسمان، سهیل است. چیزی که با چشم بدون ابزار فقط یک ستاره دیده می‌شود، یک منظومهٔ دوتایی ستاره‌ای است که شامل یک ستارهٔ سفید رشتهٔ اصلی به نام شباهنگ اِی و یک کوتولهٔ سفید به نام شباهنگ بی می‌شود. فاصلهٔ شباهنگ ای از همدمش بین ۸٫۲ تا ۳۱٫۵ واحد نجومی متغیر است.
شباهنگ هم به دلیل درخشندگی ذاتی آن و هم به‌خاطر نزدیکی به زمین، پرنور دیده می‌شود. این ستاره به آرامی به منظومهٔ خورشیدی نزدیک می‌شود، بنابراین در ۶۰ هزار سال آینده، کمی درخشان‌تر دیده خواهد شد. بعد از آن فاصله‌اش از منظومهٔ ما بیش‌تر خواهد شد و بنابراین کم‌نورتر می‌شود. با این حال در ۲۱۰ هزار سال آینده، همچنان پرنورترین ستارهٔ آسمان شب زمین خواهد بود.
جرم شباهنگ حدود دو برابر خورشید است و قدر مطلق آن ۱٫۴۲ است. این مقدار، ۲۵ برابر درخشندگی خورشید است اما نسبت به دیگر ستاره‌های پرنور آسمان، مثل سهیل یا پای شکارچی درخشندگی بسیار کمتری است. سن این سامانه بین ۲۰۰ تا ۳۰۰ میلیون سال است. این سامانه در اصل از دو ستارهٔ پرنور آبی‌فام تشکیل شده بود. ستارهٔ سنگین‌تر، شباهنگ بی، منابع خود را مصرف کرد و به یک غول سرخ تبدیل شد. بعد لایه‌های بیرونی خود را بیرون افکند و با رُمبش به درون خود در حدود ۱۲۰ میلیون سال پیش، به حالت کنونی یعنی کوتولهٔ سفید تغییر کرد.

## نام‌ها
این ستاره در پارسی با نام‌های کاروان‌کش، وَراهَنگ، روزآهنگ، شب‌کش، شباهنگ، خُنُک، تیر و تیشتَر نیز نامیده می‌شود. در زبان‌های اروپایی نیز سیریوس (به انگلیسی: Sirius) خوانده می‌شود.
ستاره شباهنگ را به عنوان «کاروان‌کُش» نامیده‌اند، زیرا در گذشته، کاروان‌ها صبح زود حرکت می‌کردند تا پیش از طلوع آفتاب به مقصد مشخصی برسند و از خطر راهزنان در امان باشند. آن‌ها برای آغاز حرکت، منتظر طلوع ستاره صبح بودند، زیرا این ستاره نویدبخش روشنایی روز بود. اما ستاره شباهنگ کمی زودتر از ستاره صبح طلوع می‌کرد و به دلیل شباهت ظاهری این دو ستاره، کاروانیان گاهی شباهنگ را به اشتباه به جای ستاره صبح می‌گرفتند. این اشتباه باعث می‌شد که کاروان‌ها زودتر از زمان مناسب حرکت کنند و در تاریکی گرفتار راهزنان شوند. از همین رو، این ستاره را «کاروان‌کش» نامیدند.
این ستاره در پیکر آسمانی سگ بزرگ قرار دارد به همین دلیل در زبان انگلیسی به آن Dog Star هم می‌گویند. نام آن در سامانهٔ نام‌گذاری بایر «آلفا سگ بزرگ» (به انگلیسی: Alpha Canis Majoris) است.
نام Sirius از واژهٔ لاتین Sīrius و آن نیز از واژهٔ یونانی باستانی Σείριος (Seirios) به معنای «درخشان» یا «سوزاننده» گرفته شده است. این واژه احتمالاً پیش از دورهٔ کهن به یونانی وارد شده و برخی آن را با ایزد مصری اُزیریس مرتبط می‌دانند. نخستین استفادهٔ ثبت‌شده از این نام به سدهٔ هفتم پیش از میلاد در اثر شاعر یونانی هزیود با نام «کارها و روزها» بازمی‌گردد. در سال ۲۰۱۶، اتحادیهٔ بین‌المللی اخترشناسی (IAU) نام آن را به صورت (α Canis Majoris A) در فهرست نام‌های ستاره‌ای ثبت کرد.
این ستاره بیش از ۵۰ نام و عنوان دیگر دارد. در اثر جفری چاوسر با نام «رساله‌ای دربارهٔ اسطرلاب»، این ستاره با نام «الهابور» و با تصویری از سر یک سگ به تصویر کشیده شده است. در سانسکریت به نام‌های «Mrgavyadha» (شکارچی گوزن) یا «Lubdhaka» (شکارچی) شناخته می‌شود و نماد رودرا (شیوا) است. در زبان مالایالم به آن «Makarajyoti» گفته می‌شود و برای زیارتگاه ساباریمالا اهمیت مذهبی دارد. در اسکاندیناوی، این ستاره به نام «Lokabrenna» (مشعل لوکی) مشهور است. در دوران سده‌های میانه، شباهنگ به‌عنوان یک ستارهٔ ثابت بهنی شناخته می‌شد و با سنگ «بریل» و گیاه «کاج کوهی» در ارتباط بود. نماد نجومی آن یعنی ، توسط هاینریش کورنلیوس آگریپا ثبت شده است.

## اسطوره‌شناسی
در اسطوره‌های ایرانی و زرتشتی، ستارهٔ شباهنگ،  ستارهٔ روزآهنگ، تیشتر یا تیر (با سیارهٔ تیر یا عطارد اشتباه نشود) نامیده می‌شود، و نماد تیشتر، ایزد و ستاره باران و باروری خاک شناخته می‌شود. تیشتر ایزدی نیرومند است که به صورت مردی شکوهمند بر گردونهٔ خود آشکار می‌شود که هزار تیر و هزار کمان زرّین و هزار نیزه و هزار خنجر و هزار گرز فلزین دارد و زمانی به شکل گاوی بزرگ درمی‌آید و گاهی، به شکل اسبی سفید با سم‌های بلند و بر اپوش، دیو خشکی می‌تازد. ستارهٔ نماد اپوش‌دیو، قلب عقرب است که درخشان‌ترین ستارهٔ صورت‌فلکی کژدم است.
همچنین در فرهنگ عرب پیش از اسلام این ستاره مورد ستایش بوده است، در قرآن، آیهٔ ۴۹ سوره نجم این باور را تخطئه کرده است: «و اوست (خداوند یکتا) پروردگار ستارهٔ شِعری (شباهنگ)» یعنی باید آفرینندهٔ ستاره را پرستید نه ستاره را.
شباهنگ، تیشتر پهلوی یا روزآهنگ، ایزدی است که یشت هشتم اوستا از آنِ او است؛ بنابراین یشت، تیشتر ستاره‌ای است سپید، درخشنده و دورپیدا. او سرشت آب دارد، توانا است و نژادش از آپم نپات است. او سَرور همهٔ ستاره‌ها است. در شایستهٔ ستایش و نیایش بودن، همسنگ هرمزد آفریده شده است. اگر چنین نمی‌بود، پری خشکسالی همه‌جا را از میان می‌برد. اگر او را بستایند، دشمن و گردونه‌ها و درفش‌های ایشان به سرزمین‌های آریایی وارد نخواهد شد و بیماری‌ها وارد نخواهند شد.
طلوع او همزمان با تازش دوبارهٔ چشمه‌های آب است. برای برآمدن و طلوع او باید گوسپندی یکرنگ را قربانی و بریان کرد؛ آنگاه او طلوع خواهد کرد. در ده شب نخستین به پیکر مردی جوان و پانزده ساله در آسمان خواهد درخشید. در ده شب دوم به پیکر گاوی زرین‌شاخ خواهد درخشید. در ده شب سوم به پیکر اسبی سپید با گوش‌های زرین و لگام زرین خواهد درخشید و آنگاه به دریای فراخکرد خواهد رفت، با اپوش‌دیو خواهد جنگید و نخست از او شکست خواهد خورد و سپس به یاری هرمز بر او پیروز خواهد شد. آنگاه دریا را به موج، جنبش، خروش و طغیان در خواهد آورد و ابر از دریا برخواهد خاست و باد آن ابر را به بوم‌ها خواهد راند و باران خواهد بارید.
کنار روزی شباهنگ نشانه‌ای از شروع طغیان رود نیل در مصر باستان و همچنین روزهای سگی در یونان باستان بود. همچنین در منطقهٔ خور و بیابانک (جندق و بیابانک) همزمان با کنار روزی شباهنگ، جشن شلغم برگزار می‌شود. حال آنکه در نیمکرهٔ جنوبی و برای پولینزیایی‌ها همین ستاره، نشانهٔ زمستان بود و مرجع مهمی برای جهت‌یابی در اقیانوس آرام به حساب می‌آمد.
در میانه ایران کشاورزان قدیمی با این ستاره به خوبی آشنا هستند و چون طلوع آن همزمان است با عبور از نیمه تابستان و کاهش دما و خنک شدن نسبی هوا و اصطلاح ستاره خنک را بر آن نهاده‌اند.
در آمریکای جنوبی و تمدن مایاها و اینکاها، اعتقاد شدیدی به ستاره‌شناسی وجود داشته است به طوری که خورشید، ماه و ستاره شعرا، اصلی‌ترین منابع انرژی بودند که مورد تقدیس قرار می‌گرفتند.

## تاریخچهٔ رصد

نگاره‌ای از سوپدت، ایزدبانوی مصری شباهنگ و باروری نیل، با ستاره‌ای بر سر او

شباهنگ به عنوان پرنورترین ستارهٔ آسمان شب در نخستین سوابق رصدی، ثبت شده است. شباهنگ از قطب جنوب تا نهایتاً مدار ۷۳ درجه شمالی قابل مشاهده بوده و در ۱۱ دیماه (۱ ژانویه) نسبت به همه این عرض‌های جغرافیایی به مقابله (اوج نیمه شبی) می‌رسد.
جابجایی آن از دایرةالبروج باعث می‌شود که طلوع هلیاکی آن در مقایسه با ستارگان دیگر به‌طور قابل توجهی منظم باشد، با دوره‌ای تقریباً معادل ۳۶۵٫۲۵ روز که آن را نسبت به سال اعتدالی ثابت نگه می‌دارد. این طلوع در قاهره در ۱۹ ژوئیه (گاه‌شماری ژولینی) رخ می‌دهد و آن را اندکی پیش از آغاز سیلاب سالانهٔ نیل در دوران باستان قرار می‌دهد. به دلیل بی‌نظمی سیلاب، دقت فوق‌العادهٔ بازگشت این ستاره برای مصر باستانیان اهمیت داشت، که آن را به‌عنوان ایزدبانوی سوپدت (مصری باستان: Spdt، «مثلث») می‌پرستیدند.
این ستاره برای مصری‌های باستان اهمیت ویژه داشته و آن را به عنوان ایزدبانو سوپدت باعث حاصلخیزی زمین‌های‌شان می‌شدطلوع سالانه آن در نیمه تابستان، مبدأ سال مصری و همزمان با طغیان رود نیل بوده است. از افق شمال مصر و میانه ایران در بیشتر شبها آشکار بوده، غروب سالانه آن نیمه خرداد (پیش از غروب خورشید) بوده و پس از حدود دو ماه ناپیدایی، طلوع سالانه آن نیمه مرداد (پیش از طلوع خورشید) می‌باشد.
یونانی باستان: Σῶθις، Sō̂this)، که ضامن باروری سرزمینشان بود (بنگرید به چرخه سوتیک). از آنجا که شباهنگ همراه با شکارچی دیده می‌شود، مصریان این صورت فلکی را به‌عنوان ایزد ساح، همسر سوپدت می‌پرستیدند که از او پسری به نام سوپدو، ایزد آسمان، داشتند. بعدها ایزدبانو سوپدت با ایزیس تلفیق شد، ساح با ازیریس پیوند یافت (که برخی آن را به‌عنوان ریشهٔ نام شباهنگ پیشنهاد کرده‌اند)، و سوپدو با حوروس مرتبط شد. این پیوند به پلوتارک این امکان را می‌داد که بگوید «روح ایزیس توسط یونانیان سگ نامیده می‌شود»، به این معنا که شباهنگ، که توسط مصریان به‌عنوان ایزیس-سوپدت پرستش می‌شد، توسط یونانیان و رومیان سگ نامیده می‌شد. دورهٔ ۷۰ روزهٔ غیبت شباهنگ از آسمان به‌عنوان گذر سوپدت-ایزیس و ساح-اوزیریس از دوات درک می‌شد.
یونان باستان مشاهده می‌کرد که ظهور شباهنگ به‌عنوان ستارهٔ صبحگاهی نشانگر تابستان گرم و خشک است و بیم داشت که این ستاره باعث پژمردگی گیاهان، ضعف مردان و تحریک زنان می‌شود. به دلیل درخشندگی‌اش، شباهنگ در شرایط جوی ناپایدار اوایل تابستان بیشتر سوسو می‌زد، که برای ناظران یونانی به معنای انتشار اثرات بد بود. کسانی که تحت تأثیر آن قرار می‌گرفتند، «ستاره‌زده» (ἀστροβόλητος, astrobólētos) خوانده می‌شدند. در ادبیات به آن «سوزان» یا «شعله‌ور» توصیف می‌شد. فصلی که پس از ظهور دوبارهٔ این ستاره می‌آمد، به‌عنوان «روزهای سگ» شناخته شد.
ساکنان جزیرهٔ کیوس در دریای اژه برای جلب نسیم‌های خنک به شباهنگ و زئوس قربانی می‌کردند و منتظر ظهور دوبارهٔ ستاره در تابستان بودند. اگر آن روشن طلوع می‌کرد، نشانهٔ خوشبختی بود؛ اما اگر مه‌آلود یا کم‌فروغ بود، بیماری را پیش‌گویی می‌کرد. سکه‌هایی که از این جزیره از سدهٔ سوم پیش از میلاد بازیابی شده‌اند، سگ‌ها یا ستارگانی با پرتوهای درخشان را نشان می‌دهند که اهمیت شباهنگ را برجسته می‌کند.
رومیان غروب هلیاکی شباهنگ را حدود ۲۵ آوریل با قربانی کردن یک سگ، همراه با بخور، شراب و یک گوسفند، به ایزدبانو روبیگالیا جشن می‌گرفتند تا از اثرات این ستاره بر زنگار  محصولات گندم جلوگیری کنند.
ستارگان درخشان برای پلی‌نزیایی‌های باستان در ناوبری اقیانوس آرام اهمیت داشتند. آن‌ها همچنین به‌عنوان نشانگرهای عرض جغرافیایی عمل می‌کردند؛ میل شباهنگ با عرض جغرافیایی فیجی در مدار ۱۶ درجه جنوبی مطابقت دارد و بنابراین مستقیماً از فراز جزایر عبور می‌کند. شباهنگ به‌عنوان بدنهٔ یک صورت فلکی «پرندهٔ بزرگ» به نام Manu خدمت می‌کرد، با کانوپوس به‌عنوان نوک بال جنوبی و شعرای شامی به‌عنوان نوک بال شمالی، که آسمان شب پلی‌نزیایی را به دو نیمکره تقسیم می‌کرد.

### جنبش‌های ظاهری
در سال ۱۷۱۷، ادموند هالی حرکت خاص ستارگان، که تا آن زمان «ستارگان ثابت» پنداشته می‌شدند، را کشف کرد. او با مقایسهٔ اندازه‌گیری‌های اخترسنجی معاصر با داده‌های سدهٔ دوم میلادی از المجسطی بطلمیوس، دریافت که ستارگان درخشان دبران، ژوبین‌دار و شباهنگ به‌طور قابل توجهی جابه‌جا شده‌اند؛ شباهنگ حدود ۳۰ دقیقه و ثانیه قوسی (حدود قطر ماه) به جنوب غربی حرکت کرده بود.
در سال ۱۸۶۸، شباهنگ به نخستین ستاره‌ای تبدیل شد که سرعت آن اندازه‌گیری شد و مطالعهٔ سرعت شعاعی اجرام آسمانی آغاز شد. سر ویلیام هاگینز طیف‌سنجی این ستاره را بررسی کرد و انتقال به سرخ آن را مشاهده کرد. او نتیجه گرفت که شباهنگ با سرعتی حدود ۴۰ کیلومتر بر ثانیه در حال دور شدن از منظومه شمسی است. این مقدار در مقایسه با مقدار امروزی −۵٫۵ کیلومتر بر ثانیه زیاد و با علامت نادرست بود؛ علامت منفی (−) نشان‌دهندهٔ نزدیک شدن آن به خورشید است.

## فاصله
در کتاب Cosmotheoros (جهان‌نما) که در سال ۱۶۹۸ منتشر شد، کریستیان هویگنس فاصلهٔ شباهنگ را ۲۷٬۶۶۴ برابر واحد نجومی (حدود ۰٫۴۳۷ سال نوری) تخمین زد که معادل اختلاف منظر تقریبی ۷٫۵ ثانیه قوسی بود.
تلاش‌های متعددی برای اندازه‌گیری اختلاف منظر ستاره‌ای شباهنگ انجام شد، اما اغلب ناموفق بود: ژاک کاسینی آن را ۶ ثانیه اندازه گرفت؛ برخی اخترشناسان (از جمله نویل مسکلین) با استفاده از مشاهدات نیکولاس-لوئی دو لاکای در دماغه امید نیک آن را ۴ ثانیه اعلام کردند؛ جوزپه پیاتسی نیز همین مقدار را گزارش کرد؛ با مشاهدات لاکای در پاریس، که از نظر تعداد و دقت بیشتر از مشاهدات دماغه بود، هیچ اختلاف منظر محسوسی به دست نیامد؛ و فریدریش بسل نیز اختلاف منظر محسوسی ثبت نکرد.
اخترشناس اسکاتلندی توماس هندرسون با استفاده از مشاهدات خود در سال‌های ۱۸۳۲–۱۸۳۳ و مشاهدات توماس مک‌لیر، اخترشناس اهل آفریقای جنوبی، در سال‌های ۱۸۳۶–۱۸۳۷، ارزش اختلاف منظر را ۰٫۲۳ ثانیه قوسی محاسبه کرد و میزان خطا را کمتر از یک‌چهارم ثانیه برآورد کرد. هندرسون در سال ۱۸۳۹ نوشت: «به‌طور کلی می‌توان نتیجه گرفت که اختلاف منظر شباهنگ بیش از نیم ثانیه نیست و احتمالاً بسیار کمتر است.» در بیشتر سدهٔ ۱۹، اخترشناسان مقدار ۰٫۲۵ ثانیه قوسی را برای اختلاف منظر شباهنگ پذیرفتند.
امروزه مشخص شده است که این مقدار تقریباً ۰٫۴ ثانیه قوسی است. اختلاف منظر ثبت‌شده توسط ماهواره هیپارکوس برای شباهنگ، فاصلهٔ ۸٫۶۰ سال نوری را نشان می‌دهد که با دقت آماری ±۰٫۰۴ سال نوری اندازه‌گیری شده است. معمولاً فرض می‌شود که شباهنگ B نیز در همین فاصله قرار دارد. داده‌های انتشار یافته از Gaia Data Release 3 برای شباهنگ B با حاشیهٔ خطای آماری بسیار کمتر، فاصلهٔ ۸٫۷۰۹±۰٫۰۰۵ سال نوری را نشان می‌دهد، اما به دلیل نویز اضافی اخترسنجی بالا، ممکن است این مقدار غیرقابل اعتماد باشد.

## کشف شباهنگ بی

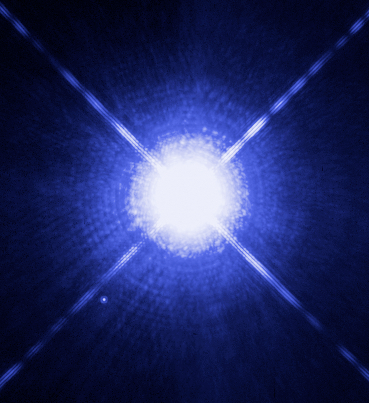
تصویر تلسکوپ فضایی هابل از شباهنگ A و شباهنگ B. کوتولهٔ سفید در پایین چپ قابل مشاهده است. تابع نقطه گستر باعث ایجاد خارهای پراش و حلقه‌های متحدالمرکز شده است. شباهنگ B حدود هزار برابر کم‌نورتر از شباهنگ A است.

در نامه‌ای به تاریخ ۱۰ اوت ۱۸۴۴، فریدریش بسل، اخترشناس آلمانی، از تغییرات در حرکت خاص شباهنگ نتیجه گرفت که این ستاره دارای یک همدم نامرئی است. در ۳۱ ژانویه ۱۸۶۲، الوان گراهام کلارک، سازندهٔ تلسکوپ و اخترشناس آمریکایی، برای نخستین بار این همدم کم‌نور، که امروزه به‌عنوان شباهنگ B شناخته می‌شود، را مشاهده کرد. این رویداد در جریان آزمایش یک تلسکوپ شکستی بزرگ با دهانهٔ ۱۸٫۵-اینچ (۴۷۰-میلیمتر) برای رصدخانه دیربورن رخ داد، که در آن زمان یکی از بزرگ‌ترین تلسکوپ‌های شکستی در جهان و بزرگ‌ترین در ایالات متحده آمریکا بود. مشاهدهٔ شباهنگ B در ۸ مارس با تلسکوپ‌های کوچکتر تأیید شد.
ستارهٔ مرئی امروزه گاه به نام شباهنگ A شناخته می‌شود. از سال ۱۸۹۴، برخی ناهنجاری‌های مداری آشکار در سامانهٔ شباهنگ مشاهده شده‌اند که به وجود یک ستارهٔ همدم سوم بسیار کوچک اشاره دارند، اما این موضوع هرگز تأیید نشده است. بهترین تطبیق با داده‌ها نشان می‌دهد که این ستاره دارای یک مدار شش ساله به دور شباهنگ A و جرمی برابر با ۰٫۰۶ M☉ است. این ستاره پنج تا ده قدر کم‌نورتر از کوتولهٔ سفید شباهنگ B خواهد بود که مشاهدهٔ آن را دشوار می‌سازد. مشاهدات منتشر شده در سال ۲۰۰۸ نتوانستند ستارهٔ سوم یا سیاره‌ای را تشخیص دهند. یک «ستارهٔ سوم» ظاهری که در دههٔ ۱۹۲۰ مشاهده شد، اکنون به‌عنوان یک جرم پس‌زمینه در نظر گرفته می‌شود.
در سال ۱۹۱۵، والتر سیدنی آدامز با استفاده از بازتابنده‌ای به قطر ۶۰-اینچ (۱٫۵-متر) در رصدخانه مونت‌ویلسون، طیف‌سنجی نجومی شباهنگ B را مشاهده کرد و تعیین کرد که این یک ستارهٔ سفید کم‌نور است. این یافته باعث شد که اخترشناسان آن را به‌عنوان یک کوتوله سفید بشناسند، دومین کوتولهٔ سفید کشف‌شده. قطر شباهنگ A برای نخستین بار در سال ۱۹۵۹ توسط رابرت هانبوری براون و ریچارد کوییس در رصدخانه جودرل بانک اندازه‌گیری شد. در سال ۲۰۰۵، با استفاده از تلسکوپ فضایی هابل، اخترشناسان تعیین کردند که شباهنگ B قطری نزدیک به قطر زمین (۱۲٬۰۰۰ کیلومتر (۷٬۵۰۰ مایل)) و جرمی برابر با ۱۰۲٪ جرم خورشید دارد.

## مسئلهٔ رنگ
حدود سال ۱۵۰ میلادی، بطلمیوس، ستاره‌شناس یونانی‌تبار مصری از دوران روم، ستارگان را در کتاب‌های هفتم و هشتم اثر خود، المجسطی، فهرست کرد و شباهنگ را به‌عنوان مکان نصف‌النهار مرکزی کرهٔ آسمان استفاده کرد. او شباهنگ را به‌عنوان ستاره‌ای سرخ توصیف کرد، همراه با پنج ستارهٔ دیگر: ابط‌الجوزا، قلب‌العقرب، دبران، ژوبین‌دار و سرپسین، که همگی امروزه به‌عنوان ستارگان نارنجی یا سرخ شناخته می‌شوند.
این تفاوت برای نخستین بار توسط توماس بارکر، نجیب‌زادهٔ لیندون، راتلند در راتلند و ستاره‌شناس آماتور، مشاهده شد. او در سال ۱۷۶۰ مقاله‌ای تهیه کرد و در انجمن سلطنتی لندن ارائه داد. وجود ستارگان دیگری که درخشندگی‌شان تغییر می‌کرد، این ایده را تقویت کرد که برخی ستارگان ممکن است رنگ خود را نیز تغییر دهند. سر جان هرشل در سال ۱۸۳۹ به این موضوع اشاره کرد، احتمالاً تحت تأثیر مشاهدهٔ اتا شاه‌تخته دو سال پیش از آن.
توماس جفرسون جکسون سی در سال ۱۸۹۲ این بحث را با انتشار چندین مقاله دوباره به جریان انداخت و در سال ۱۹۲۶ به جمع‌بندی نهایی رسید. او نه‌تنها به بطلمیوس، بلکه به شاعر آراتوس، خطیب سیسرون و سردار ژرمنیکوس ژولیوس سزار اشاره کرد که همگی شباهنگ را سرخ توصیف کرده بودند، هرچند او اذعان کرد که هیچ‌یک از این سه نفر ستاره‌شناس نبودند و سیسرون و ژرمنیکوس صرفاً شعر Phenomena آراتوس را ترجمه کرده بودند.
سنکای جوان شباهنگ را حتی سرخ‌تر از مریخ توصیف کرده بود. بنابراین این احتمال وجود دارد که توصیف سرخ بودن آن یک استعارهٔ شاعرانه برای بدشانسی بوده باشد. در سال ۱۹۸۵، اخترشناسان آلمانی، وولفارد شلوسر و ورنر برگمان، گزارشی از یک نسخهٔ خطی لمباردیایی قرن هشتم منتشر کردند که شامل اثر De cursu stellarum ratio نوشتهٔ سنت گریگوری تور بود. این متن لاتین به خوانندگان می‌آموخت که چگونه زمان نیایش‌های شبانه را بر اساس موقعیت ستارگان تعیین کنند و در آنجا یک ستارهٔ درخشان به نام rubeola («سرخ‌فام») توصیف شده بود که به شباهنگ اشاره داشت. نویسندگان این را به‌عنوان مدرکی مبنی بر اینکه شباهنگ B در آن زمان یک غول سرخ بوده، پیشنهاد کردند.
برخی پژوهشگران پاسخ دادند که احتمالاً سنت گریگوری در حال اشاره به ژوبین‌دار بوده است.
شایان توجه است که همهٔ ناظران باستانی، شباهنگ را سرخ نمی‌دیدند. شاعر سدهٔ نخست میلادی، مارکوس مانیلیوس، آن را «آبی دریا» توصیف کرده و همین توصیف در آثار شاعر سدهٔ چهارم آوینیوس نیز آمده است. افزون بر این، شباهنگ به‌طور مداوم در چین باستان به‌عنوان ستاره‌ای سفید ثبت شده است؛ ارزیابی دوبارهٔ متون چینی از سدهٔ دوم پیش از میلاد تا سدهٔ هفتم میلادی نشان داده که همهٔ منابع معتبر این ستاره را سفید توصیف می‌کنند.
با این حال، روایت‌های تاریخی که شباهنگ را سرخ توصیف می‌کنند به‌قدری فراوان هستند که پژوهشگران را به جستجوی توضیحات فیزیکی احتمالی واداشته‌اند. نظریه‌های پیشنهادی به دو دسته تقسیم می‌شوند: درونی و بیرونی. نظریه‌های درونی بر این باورند که در دو هزار سال گذشته تغییری واقعی در سامانهٔ شباهنگ رخ داده است. پرمناقشه‌ترین فرضیه این است که کوتولهٔ سفید شباهنگ B به‌تازگی (حدود ۲۰۰۰ سال پیش) یک غول سرخ بوده است.
نظریه‌های بیرونی به احتمال سرخ‌شدن موقتی نور ستاره از طریق محیطی که مشاهده می‌شود، مانند غبار در محیط میان‌ستاره‌ای یا ذرات موجود در اتمسفر زمین، می‌پردازند.
احتمال اینکه تکامل ستارگان شباهنگ A یا B باعث این اختلاف شده باشد، به دلیل اینکه بازهٔ زمانی هزاران سال بسیار کوتاه است و هیچ نشانه‌ای از مه‌گاز در سامانهٔ شباهنگ وجود ندارد، رد شده است. به همین ترتیب، وجود یک ستارهٔ سوم به‌اندازهٔ کافی درخشان برای تأثیر بر رنگ ظاهری این سامانه در هزاره‌های اخیر، با شواهد رصدی سازگار نیست. بنابراین نظریه‌های درونی را می‌توان کنار گذاشت.
نظریه‌های بیرونی مبتنی بر سرخ‌شدن نور به‌دلیل غبار کیهانی نیز غیرمحتمل هستند. ابر غباری که میان سامانهٔ شباهنگ و ناظر زمینی عبور می‌کند، قطعاً رنگ ستاره را تا حدی سرخ می‌کند، اما سرخ‌شدن آن به اندازهٔ ستارگان سرخ درخشان مانند ابط‌الجوزا و سماک رامح باعث کاهش روشنایی آن به چندین قدر خواهد شد، که با گزارش‌های تاریخی سازگار نیست. این کاهش روشنایی آن‌قدر زیاد خواهد بود که مشاهدهٔ رنگ آن بدون استفاده از تلسکوپ غیرممکن می‌شود.
نظریه‌های بیرونی مبتنی بر اثرات نوری در اتمسفر زمین بیشتر با شواهد موجود همخوانی دارند. سوسو زدن ناشی از آشفتگی جو باعث تغییرات سریع و گذرای رنگ ظاهری ستاره می‌شود، به‌ویژه زمانی که نزدیک افق مشاهده شود، هرچند این تغییرات لزوماً به رنگ سرخ محدود نمی‌شوند.
دیدگاه‌های فرهنگی نیز ممکن است توضیح دهند که چرا برخی از ناظران باستانی شباهنگ را سرخ دیده‌اند. در چندین فرهنگ مدیترانه‌ای، روشنایی یا کم‌نوری شباهنگ در هنگام کنار روزی یا غروب، اهمیت نجومی و طالع‌بینی داشت و به‌طور منظم ثبت می‌شد؛ بنابراین شباهنگ بیشتر از هر ستارهٔ دیگری در نزدیکی افق مشاهده و ثبت می‌شد. در مقابل، سایر فرهنگ‌ها مانند چینیان که چنین سنتی نداشتند، شباهنگ را فقط به‌عنوان ستاره‌ای سفید توصیف کرده‌اند.